# Koninklijk Atheneum 1 Centrum Oostende
Het voormalige Koninklijk Atheneum Centrum Oostende, nu GO! Athena campus Centrum, gelegen aan de Leon Spilliaertstraat, is een secundaire school met een aso-programma. Sinds september 2019 is het de campus voor de derde graad van GO! Athena. De eerste twee graden bevinden zich op campus Pegasus (voorheen Koninklijk Atheneum Pegasus of Koninklijke Atheneum II Oostende - Stene). Ook campus Olympus maakt deel uit van GO! Athena. De school is onderdeel van scholengroep Stroom - Sterke Scholen.

## Geschiedenis
Het Stedelijk College was een officiële instelling voor openbaar middelbaar onderwijs in Oostende, dat in 1878 in de plaats was gekomen van het in 1842 opgerichte "Gepatroneerd College". Deze laatste werd weliswaar door de stad onderhouden, maar hing voor de rest volledig van het bisdom af. In 1881 werd de organisatie van de school overgenomen door de Belgische staat. In 1882 vestigde men het pas opgerichte Koninklijk Atheneum in het voormalige klooster van de Zwarte Zusters aan de Ooststraat.
Eind negentiende eeuw worden er plannen gemaakt voor een nieuwbouwcomplex. In 1898 werd het voorlopige gebouw van de St.-Jozefskerk gesloopt en startte men op die gronden aan de toenmalige Sint-Petersburgstraat (nu L. Spilliaertstraat) met de bouw van leslokalen en een internaatsgebouw aan de Rogierlaan. Deze werken waren voltooid in 1900.
Eind jaren vijftig van de twintigste eeuw drong uitbreiding zich op en werd het B-blok aangebouwd, met daarin acht leslokalen en twee laboratoria.
In de jaren 70 van de twintigste eeuw werden in Vlaanderen veel autonome middenscholen opgericht, zo ook in Oostende in 1976. Het atheneum had hierna een structuur met twee graden.
In 1995 volgde de fusie met het Koninklijk Atheneum III, voorheen het Koninklijk Lyceum.
In 2005 keerde Middenschool 1 terug naar de campus, in een nieuw gebouw aan de Rogierlaan.
In het schooljaar 2014 - 2015 fusioneren het Koninklijk Atheneum en de middenschool, waardoor de school weer een structuur met drie graden krijgt. Concreet verandert dit niets voor de leerlingen, die nog steeds hun eigen campus behouden. De leerlingen van de eerste graad worden echter wel beter voorbereid op de doorstroming naar de tweede graad.
Eind maart 2015 beslist de Raad van Bestuur van Scholengroep aan Zee (voorheen SGR27) om de gebouwen op de campus volledig te restaureren. Het betreft hier de oude vleugels van het Koninklijk Atheneum en de voormalige kostschool, thans een basisschool. Het objectief is een school van de 21e eeuw.

## Monument
Het complex is grotendeels beschermd als monument. Het gebouw is opgetrokken tussen 1899-1900 naar ontwerp van architect Joseph Caluwaers en de Oostendse architect Achile-Emille Raoux. Het gebouw staat ook op de lijst van Erfgoed in Oostende.

## Bekende docenten en leerlingen
Het Atheneum van Oostende heeft de volgende bekendheden op de schoolbanken of voor de klas gehad.
- Frank Aendenboom
- Omer Becu
- Jean Bourgain
- Ann Brusseel
- Emile Bulcke
- Roger Dekeyzer
- Wouter De Vriendt
- Auguste Distave
- Frank Edebau
- Emile Fryns
- Arno Hintjens
- Karel Jonckheere
- Michel Landuyt
- Kevin Major
- Frans Regoudt
- Rik Samaey
- Raoul Servais
- Gustaaf Sorel
- Fania Sorel
- Henri Storck

## Aangeboden onderwijs
De school biedt de meeste richtingen uit het aso-programma aan en maakt deel uit van scholengroep 27 van het gemeenschapsonderwijs.